# Словарь каталанского языка института каталонских исследований
Словарь каталанского языка Института каталонских исследований (DIEC) — словарь каталанского языка, созданный в Институте изучения Каталонии (IEC). Это нормативный словарь и справка каталанского языка, наряду с валенсийским нормативным словарем AVL.
Является одноязычным словарем, который включает в себя определения. Этот словарь устанавливает форму и значение слов, признанных именами собственными и общими в каталонском языке.

## История
Идея создания словаря возникла в Филологическом отделе Института стандартизации и унификации каталонского языка. Проект начался под председательством Помпеу Фабра и Поч (Pompeu Fabra i Poch) с созданием «орфографических правил», «орфографического словаря» и «грамматики».
В 1932 году, после четырех лет работы, Филологический отдел опубликовал первый выпуск «Общего словаря каталонского языка» (DGLC). Этот словарь, который вышел до появления DIEC, смог унифицировать орфографию, очистить лексику, установить грамматику и внедрила неологизмы.
Общий словарь каталанского языка (DGLC) стал считаться официальным словарем каталонского языка с 1954 года, когда вышло его второе издание.
В течение 1980-х годов каталонские писатели и авторы начали требовать у института каталонских исследований (IEC) произвести ревизию в словаре, потому что считали, что со времен Помпеу Фабра каталанский язык претерпел изменения.
В конце 1992 года Институт каталонских исследований высказал необходимость публикации нового толкового словаря. Тем самым, немедленно был создан проект его создания, финансируемый автономным правительством Каталонии. Первое издание нового словаря (словарь института каталонских исследований) было завершено в декабре 1994 года и вышло в свет в сентябре 1995 года. Вскоре после этого, словарь был переиздан с добавлением новой информации и некоторых изменений и удалением нескольких слов.
В день Святого Георгия в 2007 году, к столетию Института каталонских исследований, вышло второе издание Словаря института каталонских исследований, с аббревиатурой DIEC2, которое стало действующим толковым словарем. Проект «DIEC2» был возглавлен филологами Джуаном Марти и Кастель (Joan Martí i Castell), Карлосом Миральес и Сола (Carles Miralles i Solà) и Жоакином Рафаэль и Фонтаналесом (Joaquim Rafel i Fontanals). Количество ссылок выросло с 120.000 до 132.460, стремясь к большей идеологической нейтральности и значительному расширению технического словаря.
Наряду с новой печатной версией 2007 года, также вышла электронная версия словаря, которой можно пользоваться бесплатно. Обе версии с самого начала имели значительный успех: в течение первых двух месяцев было продано 17.000 экземпляров печатного издания и зарегистрировано 644.352 запросов на Веб-странице.
После публикации второго издания в апреле 2007 года (DIEC2) Филологический отдел института каталонских исследований утвердил группу поправок, внесенных в новую версию, доступную через Интернет, а также в печатную версию в случае, если будут напечатаны новые экземпляры:
- Поправки во втором издании (ноябрь 2007 г.)[6]
- Поправки в издании в мягкой обложке (март 2009 г.)[7]
- Поправки, внесенные в онлайн-версию (апрель 2011 г.)[8]
- Поправки, внесенные в онлайн-версию (февраль 2013 г.)[9]

## Различия между DGLC и DIEC
Идея создания нового словаря возникла из-за того, что каждый раз возникало больше очевидных различий между лексикой, используемой в DGLC, и её текущим использованием. На самом деле, проект создания DIEC возник не на пустом месте, он начал строиться на основе DGLC, сохраняя некоторые его аспекты.
Основными нововведениями в новый словарь, помимо лексического обновления, стали его расширение (на треть больше, чем DGLC), наличие артиклей и усовершенствование орфографии. Последнее включает в себя упорядочение аффиксов, актуализацию использования дефиса, определенные изменения в правилах установки акцентов и написания этимологических причин.
Работа по расширению DIEC велась в номенклатурной части и в содержании статей. Что касается лексики, расширение произошло в основном в научно-технической части и в вопросах диалекта или жаргона. Новый словарь начитывает на 30 предметных областей больше, чем его предшественник.